# Назаров, Вадим Иванович
Вади́м Ива́нович Наза́ров (23 августа 1933—16 декабря 2009) — советский и российский учёный, доктор биологических наук. Эволюционист, критик синтетической теории эволюции.

## Биография
Родился 23 августа 1933 году в Москве. Отец, Иван Николаевич Назаров, был профессором Московского инженерно-физического института. Мать, Галина Александровна Назарова, окончила Второй Московский государственный университет, работала сначала переводчиком, потом учителем французского языка в школе.
В 1957 году окончил биолого-почвенный факультет МГУ, в 1958 году — Музыкальное училище при МГК имени П. И. Чайковского (факультет теории музыки и композиции), в 1969 году защитил кандидатскую диссертацию, в 1990 — докторскую. Главный научный сотрудник Института истории естествознания и техники им. С. И. Вавилова РАН, где работает с 1969 года. Автор 5 монографий и более 130 научных публикаций. С 1969 по 2001 год был бессменным секретарём диссертационного совета К003.11.01 (биологические науки). С 1996 по 2001 руководил проблемной группой социальной истории биологии.
В поздних публикациях характеризовал себя как «эволюциониста-антидарвиниста», пропагандировал один из вариантов «теории разумного замысла».

## Основные работы
1. Назаров В. И. Эволюционная теория во Франции после Дарвина. М.: Наука, 1974
2. Назаров В. И. Финализм в современном эволюционном учении. М.: Наука, 1984
3. Назаров В. И. Вклад французских зоологов в экологическую генетику популяций и синтетическую теорию эволюции // Экология и синтетическая теория эволюции. Л.: Наука, 1984. Стр. 153—165
4. Назаров В.И. Учение о макроэволюции: На путях к новому синтезу. — М.: Наука, 1991. — 288 с. — ISBN 5-02-004095-9. (недоступная ссылка)
5. Назаров В.И. Революция и деятельность русских биологов // ИИЕТ РАН. Годичная научная конференция 1998. — М.: ИИЕТ РАН, 1999. — С. 299—301.
6. Назаров В.И. Эволюция не по Дарвину: Смена эволюционной модели: Учебное пособие. — М.: КомКнига, 2005. — 519 с. — ISBN 5-484-00067X.
7. Назаров В. И. Современная наука за новую теорию эволюции живого // Вестник Российской академии наук, т. 77, № 4, 2007, стр. 316—322
8. Назаров В. И. Старая и новая модели биологической эволюции // Наука в России, № 1, 2007, стр. 58-63

## Цитаты
Возможно, читая последующие главы, проницательный читатель сможет убедиться, что в объяснении целого ряда закономерностей эволюции и самого феномена жизни лучшие умы человечества исчерпали возможности материалистического подхода и вплотную подошли к признанию верховной власти духовной сферы. После 73-летнего господства в СССР искусственно насаждаемого материализма естествознание робкими шагами постепенно вновь обретает понимание главного источника неслучайности происходящего. И, что самое существенное, можно с удовлетворением констатировать, что это больше не считается антинаучным.